# جون كويستر
جون كويستر (بالإنجليزية: John Kuester)‏ مواليد 6 فبراير 1955 في ريتشموند، هو مدرب كرة سلة أمريكي ولاعب معتزل. بدأ مسيرته الاحترافية في سنة 1977. تم اختياره من قبل فريق سكرامنتو كينغز خلال الدرافت. يبلغ طوله 6 قدم 2 بوصة (1.9 م). اعتزل اللعب في 1980.

## المسيرة الاحترافية
لعب مع سكرامنتو كينغز في موسم 1977–1978، ثم لعب مع دنفر ناغتس في موسم 1978–1979، ثم لعب مع إنديانا بايسرز في موسم 1979–1980.

## إحصائيات المسيرة
| الفريق          | السنة   | G   | W  | L   | W–L% | النهاية | PG | PW | PL | PW–L% | النتيجة                  |
| --------------- | ------- | --- | -- | --- | ---- | ------- | -- | -- | -- | ----- | ------------------------ |
| ديترويت بيستونز | 2009–10 | 82  | 27 | 55  | .329 | 5       | —  | —  | —  | —     | غاب عن الأدوار الإقصائية |
| ديترويت بيستونز | 2010–11 | 82  | 30 | 52  | .366 | 4       | —  | —  | —  | —     | غاب عن الأدوار الإقصائية |
| المسيرة         |         | 164 | 57 | 107 | .348 |         | —  | —  | —  | —     |                          |

## روابط خارجية
- جون كويستر على موقع إن بي أي (الإنجليزية)
- جون كويستر على موقع سبورتس رفرنس (الإنجليزية)
- جون كويستر على موقع كلية كرة السلة في سبورتس رفرنس.كوم (الإنجليزية)
- جون كويستر على موقع ريلجم (الإنجليزية)
- جون كويستر على موقع بروبوليرز (الإنجليزية)
- جون كويستر على موقع سبورتس رفرنس (الإنجليزية)
- جون كويستر على موقع كلية كرة السلة في سبورتس رفرنس.كوم (الإنجليزية)